# Francisco Marto
Pour les articles homonymes, voir Saint François.
Francisco Marto, ou François Marto, né à Aljustrel, un hameau de Fátima le 11 juin 1908 et mort dans cette même ville le 4 avril 1919, est un enfant portugais, connu pour avoir été l'un des trois bergers qui disent avoir vu la Vierge Marie à la Cova da Iria, entre le 13 mai et le 13 octobre 1917. 
François et sa sœur Jacinthe sont béatifiés le 13 mai 2000 par le pape Jean-Paul II. Sa canonisation est célébrée le 13 mai 2017 à Fátima au cours du voyage du pape François pour le centenaire des apparitions mariales de Fátima. Les deux jeunes saints sont commémorés le 20 février selon le Martyrologe romain,.
Il est commémoré personnellement le 4 avril.

## Biographie

### Avant les apparitions
Francisco est le fils aîné d'Olímpia et de Manuel Marto. Il est né le 11 juin 1908 à Aljustrel, un hameau de Fátima. Francisco est, avec ses frères et sœurs, un enfant comme les autres dans le Portugal agricole de l'époque. Ses parents ont rapporté qu'il était un enfant doux et humble, au caractère aimable, discipliné et obéissant. Francisco aime aussi la musique et joue d'un petit fifre fabriqué avec un roseau. Comme à l'époque l'école n'est pas obligatoire, Francisco n'y va pas, et il travaille comme berger avec sa sœur Jacinta et sa cousine Lúcia pour garder les moutons de la famille.
Avant les apparitions de Fatima, Francisco dit le chapelet, mais il préfère écourter ses dizaines pour aller jouer. D'après les souvenirs de Lúcia, Francisco était un garçon très doué, mais calme, qui aimait la musique et jouait du fifre avec habileté. Très indépendant dans ses opinions, il aimait cependant arranger les choses et montrait beaucoup de respect pour les personnes. Sa cousine rapporte que sa charité s'étendait jusqu'aux animaux.

### Les apparitions de Fátima

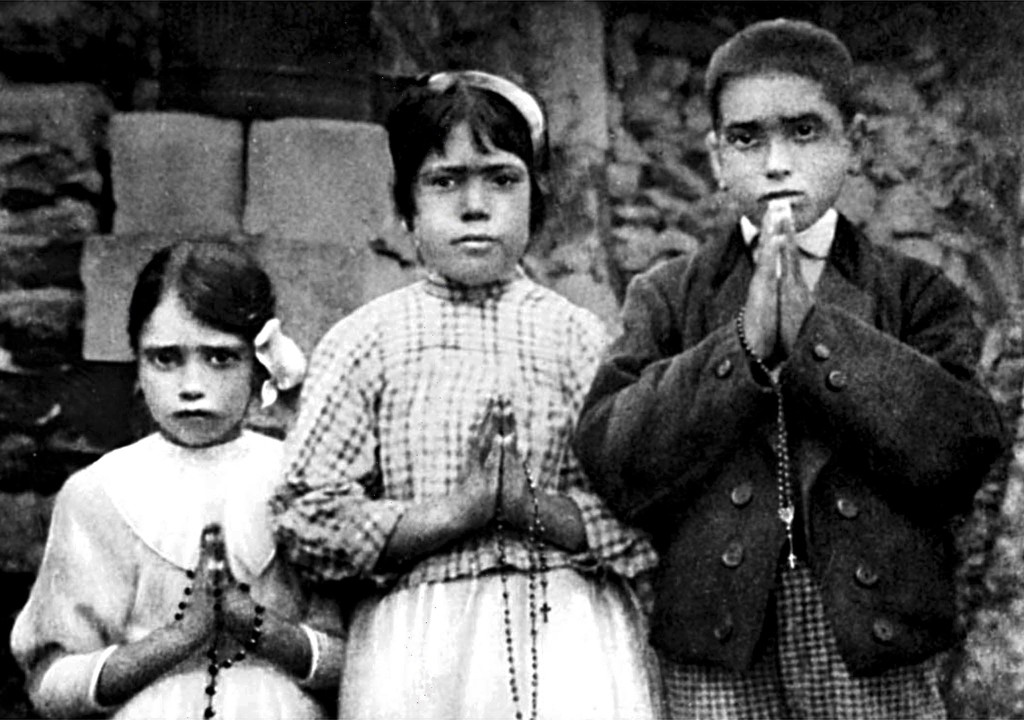
De gauche à droite : Jacinta Marto, Lúcia dos Santos et Francisco Marto, les trois bergers de Fátima.

En 1916, dans leur petit village de Fátima, les trois enfants voient l'« Ange du Portugal » et, un an plus tard, en 1917, la Vierge Marie.
Après ces apparitions, le comportement du frère et de la sœur changent : Francisco se met à prier seul et à dire son rosaire avec application. Impressionné par les paroles de la Vierge, selon lesquelles « il ne fallait plus offenser Dieu », il se retire dans la solitude pour « consoler Jésus des péchés du monde ».
Sur les conseils de la Vierge, il entre à l'école primaire. Mais son professeur, qui ne croit pas aux apparitions dont la nouvelle commence pourtant à se répandre, traite durement le petit et lui fait subir régulièrement des humiliations. Plusieurs de ses camarades le battent également dans la cour de récréation.
Francisco se sent poussé à rechercher toujours plus de solitude pour prier et offrir ses sacrifices. Il lui avait été dit qu'il « aurait beaucoup à souffrir pour réparer tant de péchés qui offensent Notre Seigneur et son Cœur immaculé ». Francisco se dit triste, non pas de « souffrir pour le Bon Dieu », mais « parce qu'il sait Notre Seigneur bien triste à cause des offenses des hommes ».
Il arrête de se rendre à l'école pour passer plus de temps en prière. Il aime aller dans l'église, adorer en silence le Saint Sacrement dans le tabernacle. Lorsqu'on lui demande ce qu'il fait, il répond : « Je le regarde et il me regarde ».

### Maladie et mort

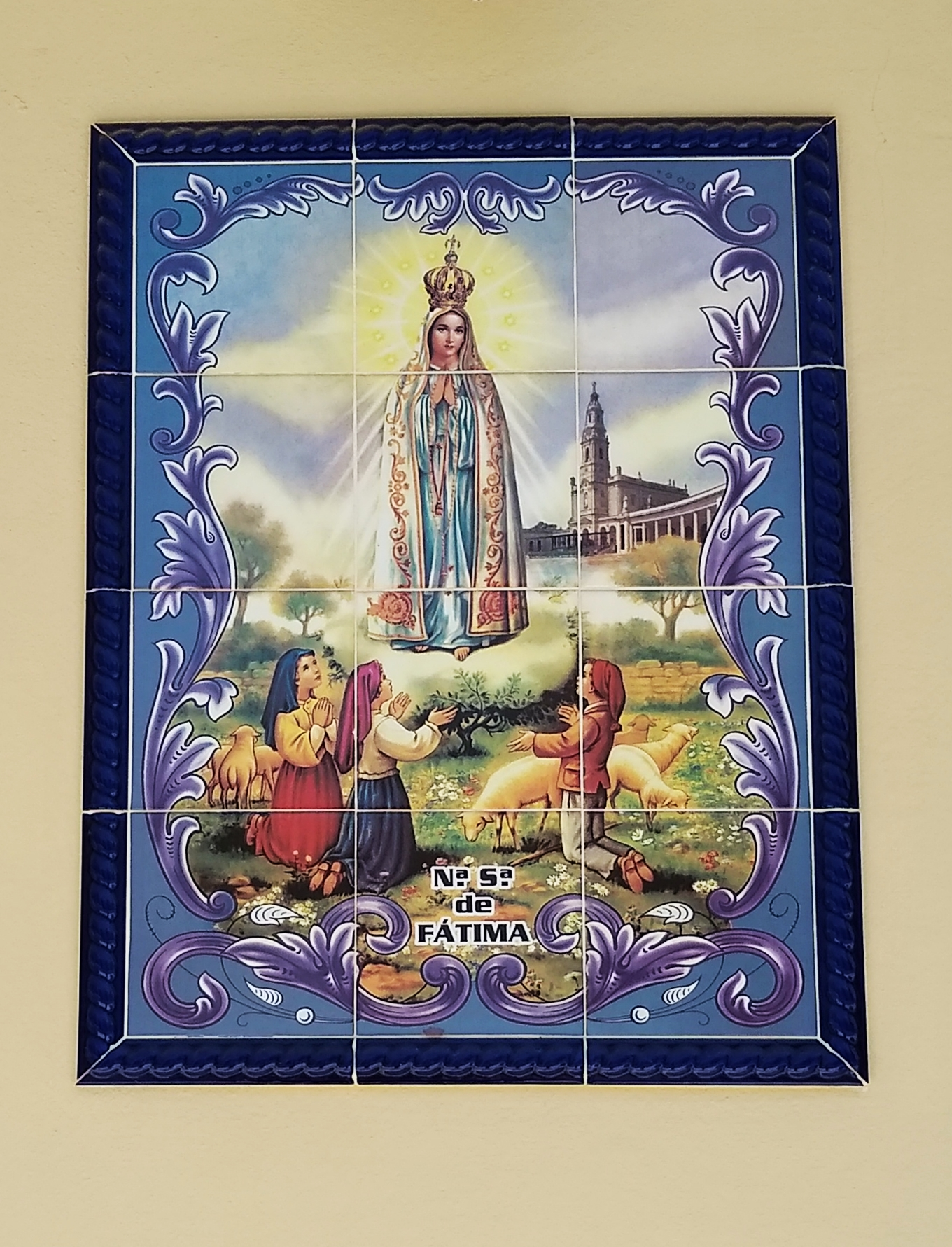
Représentation des apparitions.

Les trois enfants, particulièrement Francisco, avaient l'habitude de pratiquer des mortifications mais, dans l'une de ses apparitions, la Vierge leur aurait recommandé de se modérer sur ce point. 
En 1918, Jacinta fait sa première communion ; mais, bien que plus âgé que sa sœur, François est refusé par le prêtre car il a mal répondu à une question de foi. Ce refus lui cause beaucoup de tristesse.
La même année, tous les membres de la famille Marto, à l'exception du père et de Jean, l'un des fils, sont frappés par la grippe espagnole, qui balaye l'Europe et fera plus de morts que la Première Guerre mondiale. Vers la fin de l'année, la famille va mieux. Pour Francisco et Jacinthe, cependant, ce rétablissement est de courte durée : fin décembre, la maladie les rattrape et empire.
Le jeune garçon alterne les phases de rémission et de rechute. Même malade, le garçon continue de dire son chapelet quotidien qu'il récite en continu : il récite plusieurs rosaires par jour. Lorsque la maladie l'empêche de parler, il poursuit sa prière en silence. Mi-février, dernière rechute, dont il ne se relèvera pas. Sa santé empire de jour en jour. Sur son lit de mort, il offre ses souffrances pour « consoler Notre Seigneur et convertir les pécheurs ». Il déclare même : « D'ici peu, Jésus va venir me chercher pour aller au Ciel avec Lui, et alors je resterai toujours à le voir et à le consoler. Quel bonheur ! ».
Le 3 avril, le petit demande à recevoir les derniers sacrements. Le curé vient le confesser et lui porter la communion, qu'il reçoit pour la première fois. Francisco meurt dans la maison familiale le 4 avril 1919. Le 5 avril, il est enterré dans une simple tombe du cimetière paroissial, marquée par une petite croix de bois. Sa sœur Jacinta, trop malade, ne peut assister aux funérailles.

## Vénération et culte

### Dévotion et sépulture

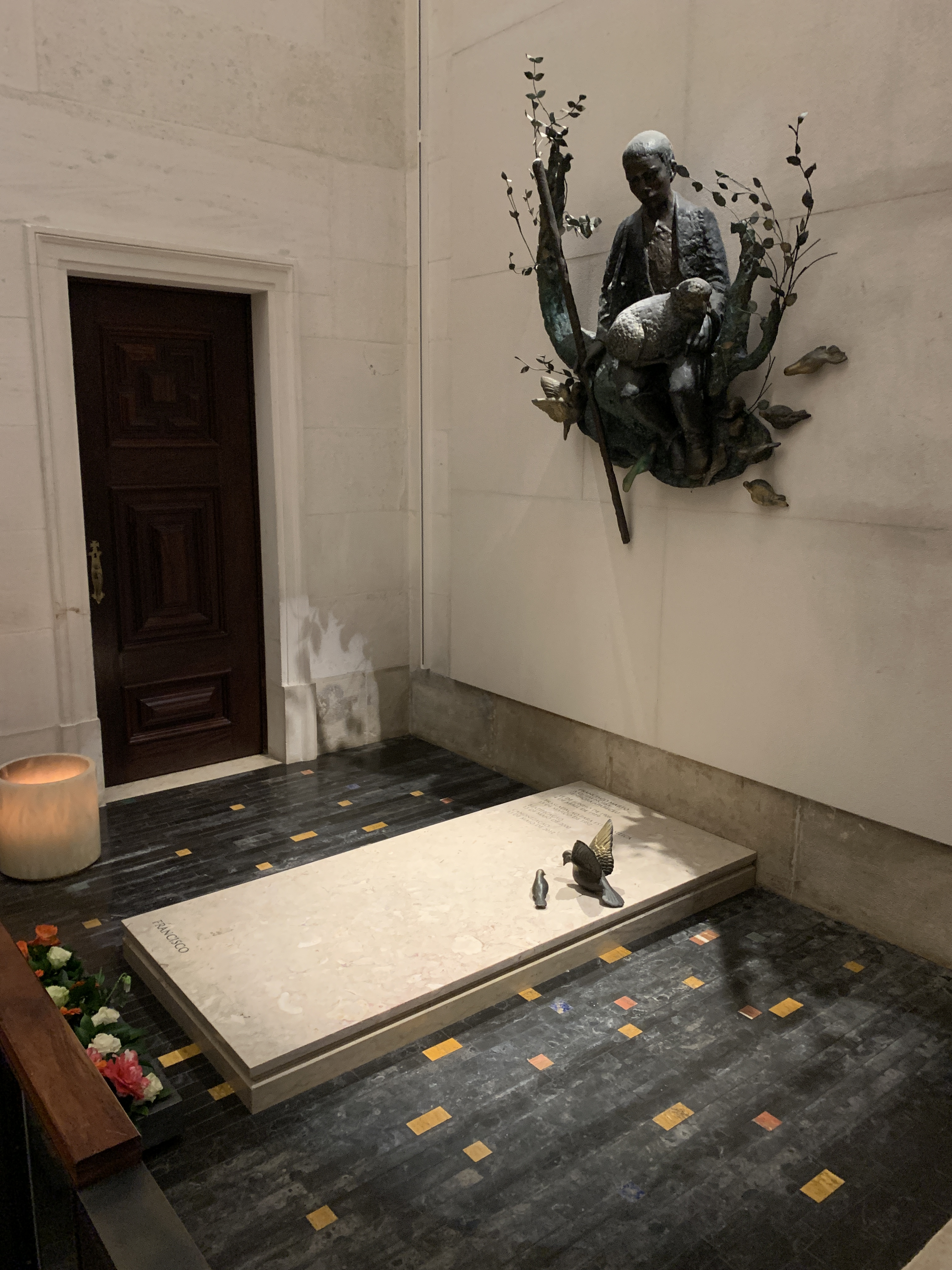
Tombe de Francisco dans le sanctuaire de Fátima.

Francisco est considéré par certains villageois comme un saint avant même sa mort, et sa réputation grandit encore par la suite. Très vite, des personnes annoncent avoir obtenu des « miracles » par son intercession.
Le 13 mars 1952, les restes de Francisco sont transférés du cimetière du village dans la basilique de Fátima.

### Béatification
En 1946 s'ouvre le procès en béatification de Francisco et de sa sœur Jacinta. Le 13 mai 1989, le pape Jean-Paul II publie le décret proclamant l'héroïcité des vertus des jeunes voyants : ils sont alors déclarés vénérables.
Le 13 mai 2000, Francisco est béatifié, en même temps que sa sœur, par le pape Jean-Paul II. Ils sont les plus jeunes bienheureux de l'Église : respectivement, onze et neuf ans.
Sa fête liturgique est fixée le 4 avril,.

### Autres célébrations
Les 12 et 13 mai 2010, le pape Benoît XVI visite le sanctuaire de Fátima pour le dixième anniversaire de la béatification des pastoureaux Jacinta et Francisco,.

### Canonisation

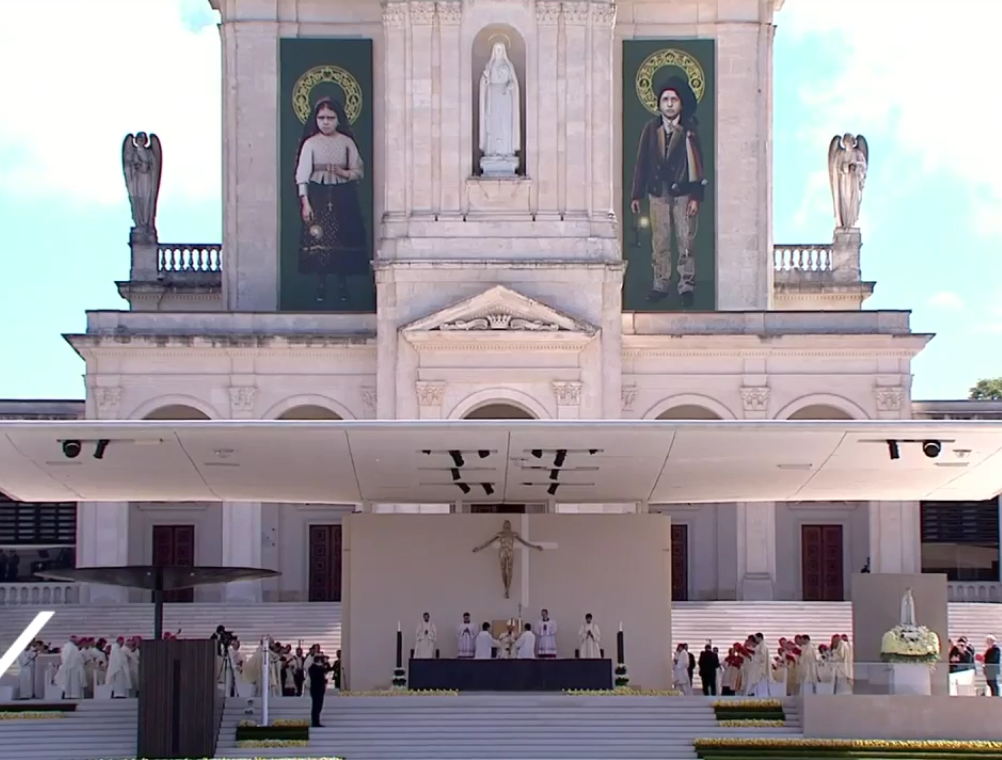
Canonisation de Francisco et Jacinta Marto le 13 mai 2017 à Fatima

Le 23 mars 2017, le pape François autorise la Congrégation pour les causes des saints à promulguer le décret reconnaissant un miracle obtenu par l'intercession de Francisco Marto, permettant sa canonisation.
La canonisation est célébrée à Fátima le 13 mai 2017 par le pape François, à l'occasion du centenaire des apparitions.